# ام‌وی آردینگلی
ام‌وی آردینگلی (به انگلیسی: MV Ardingly) یک کشتی بود که طول آن ۲۴۰ فوت ۰ اینچ (۷۳٫۱۵ متر) بود. این کشتی در سال ۱۹۵۱ ساخته شد.